# Hölstein
Hölstein est une commune située dans le district de Waldenburg, canton de Bâle-Campagne, en Suisse. Elle est située à 20 km au sud-est de Bâle, sur les bords de la rivière Frenke.

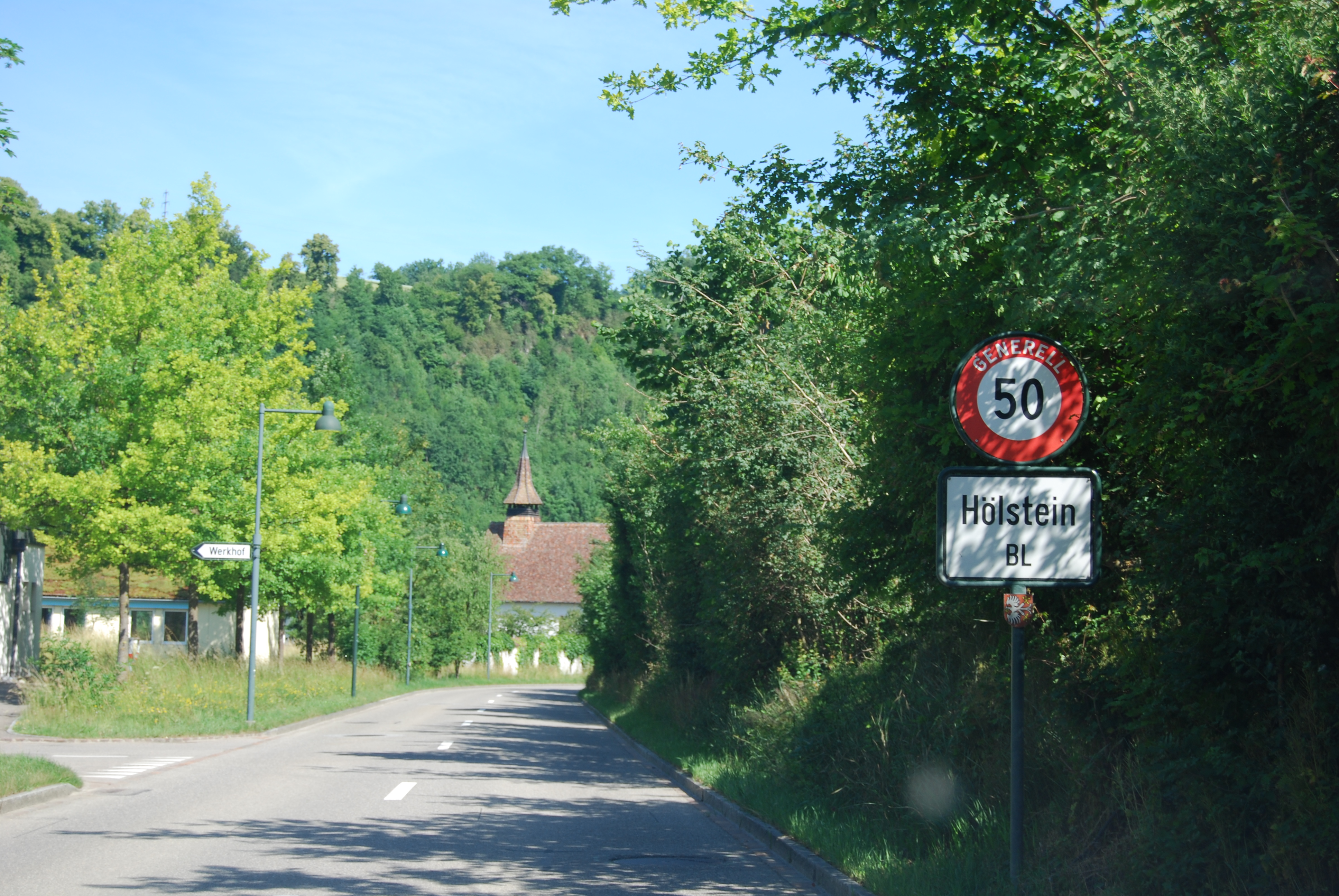
Entrée du village d'Hölstein.

Vue aérienne en 1953.